# Cerkev Srca Jezusovega, Ljubljana
Cerkev Srca Jezusovega v Ljubljani je redovna cerkev, ki pripada Misijonski družbi lazaristov. Stoji na Taboru. Sezidana je v neogotskem slogu. Zgrajena je bila po naročilu lazaristov, ki so prišli v Ljubljano leta 1879. Pobudo za zidavo je dal misijonar Janez Kukovič, ki je prišel v Ljubljano leta 1880. Cesar Franc Jožef I. je že leta 1855 dovolil naselitev lazaristov po vsej monarhiji.

## Zgodovina
10. maja 1881 je bil položen temeljni kamen, ki ga je 14. maja blagoslovil ljubljanski škof Janez Zlatoust Pogačar. Knezoškof je želel imeti sveto mašo na kraju samem, zato so postavili zasilni oltar, nad katerim je bila razpeta šotorska streha. Med mašo je po evangeliju v nemškem in slovenskem jeziku povedal, naj bo ta novozgrajena cerkev spomin na poroko prestolonaslednika Rudolfa z nadvojvodinjo Štefanijo, misijonski duhovniki pa naj imajo svojo cerkev, da bodo lahko imeli misijone tako v Ljubljani kot na podeželju. Zidarji so pričeli z delom takoj po prazniku Srca Jezusovega, 24. junija 1881, kar je imelo simboličen pomen, hkrati pa tudi pieteto do samega praznika in imena cerkve. Cerkev je bila posvečena 1. julija 1883. Le nekaj dni kasneje, natančneje 13. julija, jo je obiskal cesar Franc Jožef I., ker se je ravno takrat mudil v Ljubljani in tako izkoristil priložnost, da vidi novo gotsko cerkev, zgrajeno na čast cesarske dinastije. V spomin na ta dogodek je poleg oltarja Matere Božje vzidana spominska plošča.

### Gradnja gotske cerkve
Običajno se temeljni kamen nahaja pod glavnim oltarjem, pri tej cerkvi pa se nahaja v zakristiji, saj naj bi bil po prvotnem načrtu tam postavljen glavni oltar. Sprememba je nastala zaradi tega, ker je Mestni magistrat zahteval, da Misijonska družba odstopi pred načrtovano cerkvijo šest arov zemljišča za morebitno širjenje ceste, ki se je takrat imenovala Travniška ulica, sedaj pa Slomškova. Po preurejenih načrtih je bil prezbiterij obrnjen proti zahodu, ladja pa je bila skrajšana za eno cerkveno okno. Junija 1883 je bila cerkev že pod streho. Hkrati z graditvijo cerkve so zidali tudi misijonsko hišo.
Za kamnoseška dela je bil zadolžen Peter Toman, kleparska dela so zaupali vdovi kleparskega mojstra Ani Nollijevi, krovska dela sta naredila podjetnika Henrik Korn in mizar Vincenc Hansl, ključavničarska pa Franc Pilko. Misijonski brat Janez Nepomuk Aplenc je nudil zelo veliko pomoč pri mizarskih delih. Svojo delavnico je imel v misijonski hiši tudi podobar Franc Jontez. Za dobavo ostrešja cerkve je poskrbel Anton Jerančič, za hišo pa Franc Pust. Iz Osijeka so dobili les, ki so ga naročili za prižnico in klopi.

### Obnova
Ljubljano in okolico je 14. aprila 1895 močno prizadel potres, toda cerkev je bila le malo poškodovana. V zahvalo Brezmadežni, ker cerkev ob potresu ni bila še huje poškodovana, sta na vsaki strani glavnega oltarja postavljena votivna medaljona, ki predstavljata obe strani čudodelne svetinje. Izdelal ju je podobar Dominik Demetz, misijonski brat Mihael Kostanjšek pa je za medaljona izdelal hrastova gotska okvirja, obrobljena s pozlato. Mihael Kostanjšek je vodil tudi obnovo po potresu poškodovane cerkve. Za začetek so obnovili poslikane stene v prezbiteriju. Vsa ta dela so zaupali slikarjema Simonu Ogrinu in Antonu Jebačinu ter pleskarju Baragi(ime?).
Z večjo obnovo so začeli precej let kasneje, šele leta 1927. Takrat so v Frankfurtu za prekritje cerkvene strehe nabavili cel vagon skrilja. Z njim so spomladi 1928 prekrili celotno cerkev in del misijonske hiše. Prej je bila strma dvokapna cerkvena streha pokrita z večbarvnim angleškim skriljem. V prezbiteriju so leta 1930 postavili nove klopi, ki so jih naredili iz slavonskega hrasta. Te klopi so bile namenjene za bogoslovce. 7. julija 1931 je slikar Peter Železnik začel obnavljati zakristijo in jo končal do praznika svetega Vincencija, 19. julija. V tem času je kipar Ivan Pengov na glavnem oltarju  pozlatil robove tabernaklja. Leta 1932 so okenske okvire cerkve dopolnili z dodatnimi zunanjimi okni, saj je bila cerkev Srca Jezusovega znana kot najbolj mrzla v Ljubljani. Leta 1937 so obnovili tudi poslikavo cerkve. Delo sta opravila slikarja Albin Slivar iz Trnovega in Peter Železnik iz Most. 8. junija 1937 so pričeli s čiščenjem oltarjev, prižnice, kipov, obnovili so spovednico, misijonski križ in okvirje križevega pota. Med drugim so uredili tudi električno napeljavo ter namestili dodatna svetlobna telesa in povečali orgle. Leta 1937 so obnovili in na novo poslikali tudi oratorij, 24. novembra pa vanj postavili nov križev pot. Podobe so delo Fugelna Gerharda. Pri obnovitvenih delih so sodelovali tudi misijonski bratje. Za strokovno vodstvo vseh naštetih del je bil zadolžen konservator France Stele.

### Poškodba
Ob praznovanju zmage komunistov v Ljubljani je junija 1945, ravno na praznik Srca Jezusovega, močna eksplozija streliva na železniški postaji poškodovala tudi cerkev. Delno so bila razbita okna, poškodovano in premaknjeno je bilo tudi ostrešje, kar pa so kmalu popravili.

## Arhitektura

### Zunanjost
Ob pogledu na zunanjost cerkve takoj opazimo, da je le-ta visoka skladna gotska arhitektura z visokim in vitkim zvonikom, ki je sezidan na desni strani pročelja. Polkrožen tlak pred samo cerkvijo, ki je sestavljen iz kock ter vmesnega asfalta, vodi iz parka, ki se nahaja v neposredni bližini, po štirih stopnicah v preddverje pod balkon. Ta je na zunanji strani kora in sloni na dveh vitkih stebrih iz črnega marmorja. Nad balkonom je v pročelno steno vgrajeno veliko gotsko barvno okno, dve manjši okni pa sta vdelani v zoženem delu pročelja. Na vrhu strme dvokapne strehe krasi cerkev gotski stolpič iz belega marmorja, kar še poudarja mogočno gotsko podobo stavbe. V visoko obokano gotsko svetišče vodi troje velikih dvokrilnih vrat iz hrastovega lesa. Cerkev je popolnoma usklajena z notranjo gotsko opremo. Na zunanje zidove je prislonjenih dvanajst opornikov. Segajo do strešnega okrajka. Visoka in strma dvokapna streha je pokrita z enobarvnim skriljem.
Cerkvena vrata je izdelal mojster Vincencij Hansl.
Na pročelju cerkve se nahaja mali gotski stolpič iz belega istrskega kamna. V stolpiču je bil tudi zvonec, kupljen s sredstvi sester usmiljenk in kanonika Antona Urbasa. Sestre in kanonik so denar prihranili na ta način, da so se mnogokrat postili. V zahvalo za to spokorno dejanje so jim ob smrti zvonili s tem zvonom.

#### Okna
Velika okna sestavljata dva vzporedna zašiljena ločna dela, ki se strneta v rozeto. Barvna stekla so vdelana v kamniti okvir. Izdelani so bili Mayerjevem zavodu v Münchnu. Na treh oknih v apsidi, prezbiteriju, so na levi strani upodobljeni Marija z Detetom v naročju in svetim Jožefom ob strani. Na sredini je upodobljena Sveta Trojica, na desnem oknu pa razodetje Srca Jezusovega sveti Marjeti Mariji Alacoque. Vsa ostala okna so le dekorativno okrašena z ornamentiko iz barvnega stekla.

#### Zvonik
Zvonik je bil dograjen ob koncu leta 1883. Prav na novoletni dan leta 1884 so nanj pritrdili zlato jabolko z visokim križem. V mesecu avgustu leta 1970 je bil zvonik prekrit z bakrom, streha cerkve pa z eternitom.
Zvonovi
Pri ljubljanskem livarju in zvonarju Albertu Samassi je bila sklenjena pogodba za štiri zvonove v akordu, kot ga je predlagal profesor Smrekar(ime?). Veliki zvon »Es« je tehtal 1.067 kilogramov, drugi »G« 480 kilogramov, zvon »B« 337 kilogramov in »Des« 204 kilogramov. Zvonovi so bili vliti 19. decembra 1884. Takoj naslednji dan, v soboto, 20. decembra 1884, so jih slovesno okrašene pripeljali pred cerkev. Pri nedeljski maši, dne 21. decembra 1884, jih je pred cerkvijo posvetil škof Jakob Missia. Po ustoličenju za ljubljanskega škofa je bilo to njegovo prvo slovesno opravilo.
Kot v večini drugih cerkva je tudi v cerkvi Srca Jezusovega vojaška oblast zasegla zvonove. 27. oktobra 1917 so odpeljali tri, v zvoniku je ostal le zvon »B« s podobami svetega Štefana, svetega Rudolfa in svetega Alojzija.
Po prvi svetovni vojni so nabavili tri manjkajoče. Naročali so jih postopoma, od najlažjega do najtežjega. Zvon »C«, težak 250 kilogramov, je bil vlit leta 1921 in posvečen svetemu Vincenciju Pavelskemu, zvon »G«, težak 527 kilogramov, je iz leta 1925 in je posvečen Brezmadežni z njeno podobo ter napisom: »Sinovi sv. Vincencija in njihovi plemeniti dobrotniki nabrali za družbeno cerkev presvetega Srca Jezusovega na ime Brezmadežne ta zvon«. Zadnji, veliki zvon »Es« pa nosi letnico 1930 in je težak 1.050 kilogramov. Posvečen je Srcu Jezusovemu z napisom: »Srcu Jezusovemu, Kralju in središču vseh src.« Poleg podobe Jezusovega Srca so na zvonu še podobe svetega Cirila in Metoda in Male Terezije.
Vse tri nove zvonove so vlile Strojne tovarne in livarne iz Ljubljane. Skupna teža štirih zvonov, ki se nahajajo v zvoniku cerkve Srca Jezusovega, znaša 2.164 kilogramov v akordu C-B-G-Es. Pred praznikom Srca Jezusovega, 22. junija 1930, je veliki zvon Es posvetil takrat še pomožni ljubljanski škof Gregorij Rožman. Leta 1981 je mojster Janez Starman s Preske pri Medvodah postavil zvonove na nove ležaje in uredil električno zvonjenje.
Stolpna ura
V cerkvi se nahaja stolpna ura, za izdelavo katere so poskrbeli v delavnici bratov Rieger.
Praznovanje stote obletnice posvetitve cerkve
Leta 1983 je bila stota obletnica posvetitve cerkve, zato je pred praznovanjem mojster Rajko Zupančič iz Šmartnega ob Savi notranjost cerkve prepleskal in obnovil ornamentiko. Po načrtih arhitekta Jožeta Marinka je bila takrat urejena tudi električna napeljava in nameščena svetlobna telesa.
Avtomatizirano zvonjenje
Zadnja postavitev zvonov na nove ležaje je bila storjena leta 2006. To je opravil Tomaž Klopčič in tako uredil avtomatizirano zvonjenje.

### Notranjost
Glavna ladja je dolga 32 metrov in široka 10 metrov. Strop je gotski in rebrasto obokan, sklepniki pa povezani v obliki rozet. V cerkvi je skupaj šestnajst okenskih odprtin, in sicer dvanajst velikih oken, od teh pa se dva vzporedna zašiljena obokana dela oken strneta rozeto. Barvna stekla so vdelana v kamniti okvir. Visoke stene so bile prvotno le dekorativno okrašene. Razdeljene so bile z vodoravnimi progami, okrog oken pa so bili okraski z rastlinskimi ornamenti. Stene v prezbiteriju so bile poslikane. Navpični pilastri se vzpenjajo tesno ob stenah nad apsido ter se strnejo v rebrasti križni obok.

### Oprema
Glavni oltar
Na podlagi načrta arhitekta Adolfa Wagnerja je veliki gotski oltar izdelal Mayerjev Umetnostni zavod za izdelavo cerkvene opreme v Münchnu. Tam so naredili tudi okna in križev pot. Oltar je izrezljan iz hrastovega lesa, visok je skoraj devet metrov, širok pa štiri metre in pol. Lesen tabernakelj je obložen s pozlačenimi kovinskimi ploščicami. Obe krili vrat sta okrašeni z ovalnima medaljonoma, na katerih sta podobi dveh angelov, od katerih eden drži v roki kelih, drugi pa hostijo. Na glavnem oltarju je nad tabernakljem nameščen pod baldahinom kip Srca Jezusovega. Visok je 180 centimetrov in predstavlja Zveličarja v bleščečem kraljevskem oblačilu. Iz podrobnosti kipa je simbolično razvidno ime te cerkve, saj Zveličar z eno roko kaže na svoje prebodeno srce, ki je ovito s trnjem, drugo roko pa ima stegnjeno navzdol v znamenje odpuščanja in sprave. Na glavnem oltarju so upodobljeni še sveti Peter in Pavel, sveti Leon Veliki in sveti Janez Krizostom, poleg njih sta na vsaki strani še angela.
Gotsko monštranco je naredil pasar Franc Jerančič v Wolfsbergu na Koroškem. Visoka je 74 centimetrov, široka 27 centimetrov, tehta pa pet kilogramov. Stojalo krasijo podobe štirih evangelistov. Pod gotskim stolpičem stojita ob strani še kipca svetega Jerneja in svetega Avguština. V vrhu monštrance so kipi Brezmadežne Marije in dveh angelov. Nad njimi se dvigajo vitki stolpiči, srednji na vrhu s križem.
Ureditev bogoslužnega prostora
Leta 1975 je bil prezbiterij preurejen po novih pokoncilskih liturgičnih navodilih, kjer je predpisano, da mora župnik maševati obrnjen proti faranom. Do tega leta je prezbiterij od ladje ločevala obhajilna miza iz hrastovih plošč z lepo okrašeno železno ograjo. Načrt za preureditev je naredil arhitekt Jože Marinko, ki je predvidel odstranitev obhajilne mize in tudi ograji pri obeh stranskih oltarjih. Tlak prezbiterija so ob prenovi dvignili za eno stopnico in podaljšali proti ladji v obliki osmerokotnika. Postavili so nov daritveni oltar, ambon in sedeže z rebrasto oblikovanimi medeninastimi podstavki, vse v stilu gotskega prezbiterija. Stanko Vodnik je opravil kamnoseška dela, Boris Puh pa pasarska.
Prižnica
Tudi za prižnico je narisal načrt inženir Adolf Wagner. Iz hrastovega lesa jo je izdelal Franc Jontez. Naslonjena je na vogelni pilaster na levi strani cerkve. Okrašena je z golobom in podobami štirih evangelistov, narisanih na pozlačene cinkove plošče, ki so jih izdelali v Mayerjevem umetnostnem zavodu. Vrata na prižnico so delo mojstra Vincencija Hansla.
Križev pot
Načrt za okvirje križevega pota je zrisal Wagner, izdelal Franc Jontez, terakotne reliefe za postaje pa oblikoval Mayerjev zavod.
Božji grob
9. aprila 1939 so prvotni Božji grob nadomestili z novim.
Obhajilna miza
Obhajilna miza je bila izdelana v delavnici mojstra Vincencija Hansla in postavljena leta 1883. V dolžino je merila 10 metrov. V cerkvi se je nahajala vse do leta 1975, ko je bila odstranjena.
Stranska oltarja
Na levi strani prečne ladje je oltar posvečen Marijinemu Srcu. Ob njenem kipu sta sveti Jožef z Detetom v naročju in sveti Alojzij s križem in lilijo v roki. Na oltarnem nastavku sta podobi Marijinih staršev svete Ane in svetega Joahima.
Na desni strani prečne ladje je oltar posvečen svetemu Vincenciju Pavelskemu. Poleg sta še kipa misijonskih duhovnikov, mučencev na Kitajskem, blaženega Frančiška Kleta in Janeza Gabriela Perboyrja. Poleg praškega Jezuščka v vitrini sta na oltarni mizi upodobljena Vincencijeva sodobnika in prijatelja sveti Frančišek Saleški in sveta Ivana Šantalska. Ob straneh sta še kipa svete Ludovike de Marillac in svete Katarine Laboure. Pod oltarjem je od leta 2010 pokopan lazarist in škof Janez Frančišek Gnidovec. Posmrtne ostanke so v cerkev prenesli iz Ljubljanskih Žal.
Stranska oltarja sta izdelala podobar Dominik Demetz in misijonski brat Mihael Kostanjšek.
Hrastove klopi
Klopi so bile izdelane in nameščene v cerkev leta 1883.
Misijonski križ
Dominik Demetz je izdelal velik kip križanega Jezusa in ga v cerkev postavil ob prvem misijonu, ki so ga imeli leta 1885.
Pevski kor
Pevski kor meri 10 x 4,2 metra, do njega se povzpnemo po 36 stopnicah. Podpirajo ga štirje stebri iz črnega marmorja. Navpični pilastri se vzpenjajo ob stenah na apsido in nato strnejo v rebrasti križni obok.
Orgle
V začetku je bil na koru le star harmonij. Ne dolgo za tem, že leta 1883, je dunajska usmiljenka sestra Cirila(ime?) cerkvi podarila stare Wahringove orgle, ki jih je postavil orglar Franc Goršič ter jih povečal za en register. Čez tri leta (1896) so jih prodali naprej. Kupil jih je župnik Tavčar(ime?) v Lešah pri Tržiču. Na nove orgle iz delavnice bratov Rieger v Joegernsdorfu (Šlezija) so v cerkvi prvič zaigrali 13. julija 1896. Imele so dva manuala in petnajst registrov. Zopet se je izkazal misijonski brat Mihael Kostanjšek, ki je za najnovejšo pridobitev – cerkvene orgle – naredil omaro iz hrastovega lesa. Mojster Franc Jenko jih je leta 1937 prenovil in jih povečal s 15 na 28 registrov. Pri postavitvi prenovljenih orgel so mu pomagali tudi misijonski bratje. Pri podvojitvi registrov se je moč in lepota glasu povečala za trikrat. Prej so imele orgle 754 piščali, po prenovi pa kar 1716.
Ogrevanje
V novembru 1969 so začeli urejati ogrevanje cerkve. Dela so bila končana pred božičem.
Ozvočenje
2. februarja 1970 je bilo prvič urejeno ozvočenje cerkve, kasneje so naprave le še dopolnjevali.

#### Kapela svetega Cirila in Metoda
Leta 1885, ob tisočletnici smrti svetega Metoda, so na desni strani prezbiterija prizidali kapelo svetih bratov Cirila in Metoda. Poslikal jo je Janez Borowsky. Leseni oltar je bil izdelan po Wagnerjevem načrtu. 28. junija 1885 je kapelo in oltar blagoslovil škof Jakob Missia. V sklepni kamen so shranili listine in nekaj kovancev. Med dobrotniki za novo kapelo je kar nekaj imen znanih Slovencev: škof Janez Pogačar, Franc Miklošič, Matija Valjavec in še nekateri drugi.
To kapelo so začeli obnavljati 7. avgusta 1914. Celjski kipar Čamernik(ime?) je izdelal nov kamniti nastavek, obdržali pa so kipe svetega Cirila in Metoda ter mučencev svetega Mohorja in Fortunata. Ta prenovljeni oltar je 20. julija 1915 posvetil škof Anton Bonaventura Jeglič.
Leta 1954 so zaradi pomanjkanja prostora kapelo pregradili na tri dele in tako pridobili prostor za knjižico, skladišče in zasilno prenočišče.

#### Zakristija
Leta 2006 je bila zakristija ponovno obnovljena. Na novo so bili nameščeni pripomočki za radijski prenos nedeljskih maš. Pri stranskem Marijinem oltarju so vgradili vrata, ki vodijo iz cerkve skozi hodnik v Študentski dom Vincencij.

### Okolica
Prostor pred cerkvijo in misijonsko hišo so uredili avgusta 1938. Cesto in pločnike so tlakovali s kockami, pred hišo pa položili še asfalt. Leta 1970 so prostor pred vhodom v cerkev ponovno urejevali. Za to je poskrbela občina. Za tlakovanje so uporabili kocke in vmesni asfalt v obliki polkrogov. Zadnje urejanje okolice je bilo leta 2007, ko je bil asfaltiran prostor med cerkvijo in Vincencijevim domom, zadaj za cerkvijo pa urejen parkirni prostor.